# Solenopsis richteri
Solenopsis richteri (лат.) — вид жалящих муравьёв из группы опасных инвазивных огненных муравьёв (Solenopsis, Solenopsidini). Северная и Южная Америка.

## Описание
Длина полиморфных рабочих 3—6 мм (самки до 8 мм), окраска буровато-чёрная (жвалы, часть усиков, лапки, швы груди и пятна на 1-м тергите брюшка — желтовато-коричневые). Брюшко гладкое. Усики 10-члениковые с булавой из двух сегментов. Проподеум невооружённый, без зубцов или шипиков. Между грудкой и брюшком расположен тонкий стебелёк, состоящий из двух члеников (петиоль + постпетиоль). Встречаются колонии двух типов: полигинные (с несколькими матками) и моногинные (с одной).
Диплоидный набор хромосом 2n = 32.
Муравьи Solenopsis richteri являются хозяевами для мирмекофильных организмов, например для паразитических наездников диаприид: Bruchopria hexatoma, Bruchopria pentatoma, Trichopria myrmecophila.

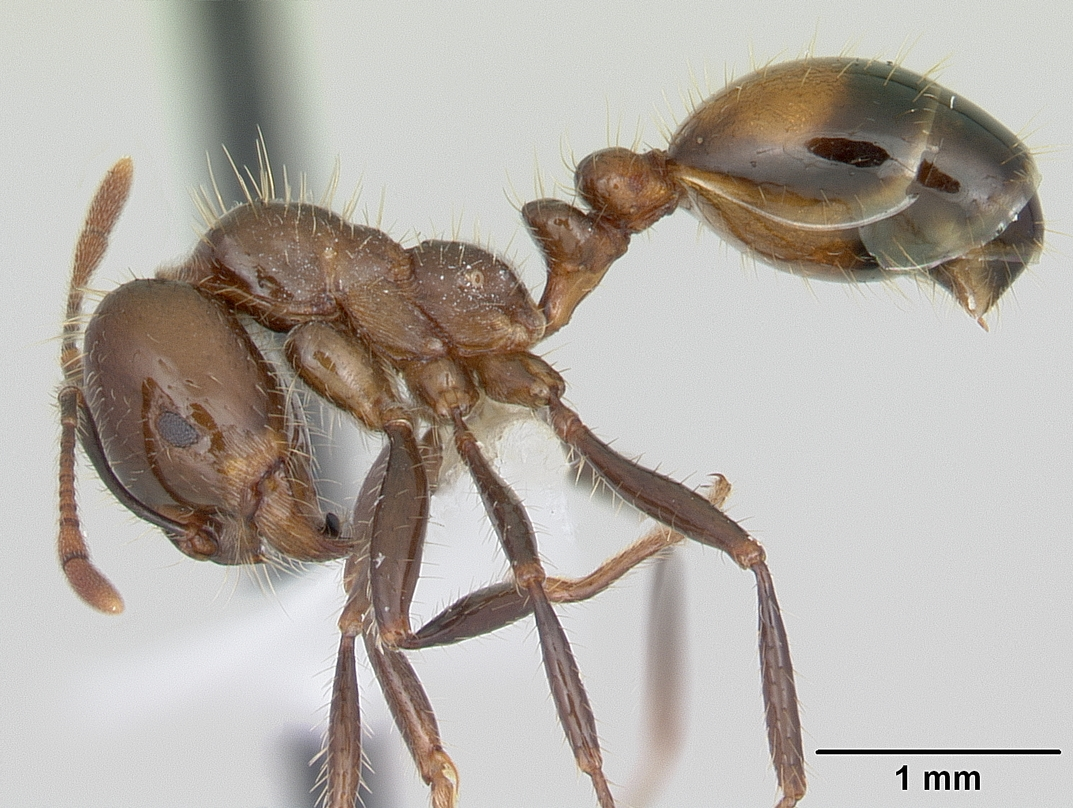
Вид сбоку
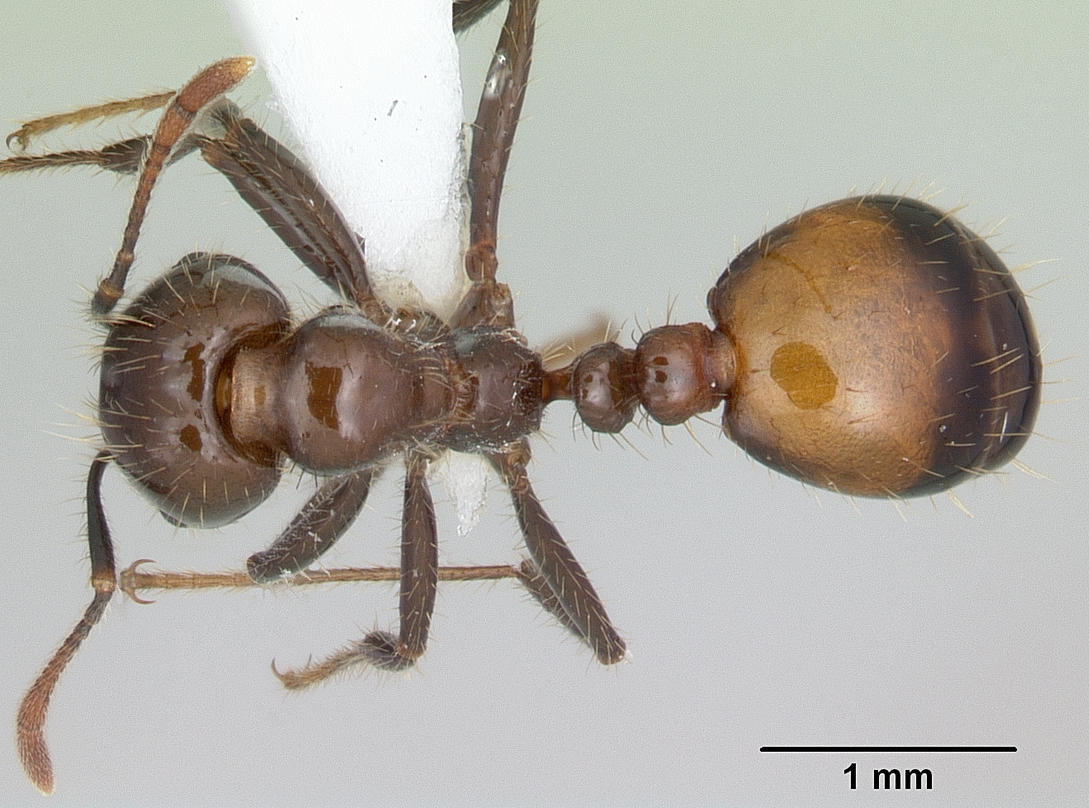
Вид сверху

## Распространение
Нативный ареал приходится на Южную Америку (Аргентина и Уругвай). Интродуцирован в Северную Америку (США).

## Систематика
Впервые таксон был описан в 1909 году швейцарским мирмекологом Огюстом Форелем в качестве вариетета (Solenopsis pylades var. richteri Forel, 1909). В 1972 году был повышен в статусе до вида. Образует гибриды с красным огненным муравьём (Solenopsis invicta).
Кладистический анализ с использованием данных ДНК показал, что чёрный огненный муравей вместе с красным огненным муравьём (Solenopsis invicta) и несколькими родственными видами (Solenopsis saevissima Smith, 1855, Solenopsis daguerrei Santschi, 1930, и другими) относится к группе видов Solenopsis saevissima species-group, к которой также относится комплекс близких видов Solenopsis geminata complex (Solenopsis aurea, Solenopsis geminata, Solenopsis xyloni и другие виды).